# Trasmoz
Trasmoz là một đô thị ở tỉnh Zaragoza, Aragon, Tây Ban Nha. Theo điều tra dân số 2004 của Viện thống kê Tây Ban Nha (INE), đô thị này có dân số là 65 người. Diện tích đô thị này là 18 ki-lô-mét vuông. Đô thị này nằm ở độ cao 765 m trên mực nước biển.

## Biến động dân số
| Biến động dân số giai đoạn 1991 và 2004 | Biến động dân số giai đoạn 1991 và 2004 | Biến động dân số giai đoạn 1991 và 2004 | Biến động dân số giai đoạn 1991 và 2004 | Biến động dân số giai đoạn 1991 và 2004 |
| --------------------------------------- | --------------------------------------- | --------------------------------------- | --------------------------------------- | --------------------------------------- |
| 1991                                    | 1995                                    | 2001                                    | 2004                                    |                                         |
| 80                                      | 74                                      | 65                                      | 72                                      |                                         |